# Love Kills (píseň, Freddie Mercury)
„Love Kills“ je píseň Freddieho Mercuryho a zároveň jeho první písní, kterou nahrál v rámci své sólové keriéry. Napsali ji Mercury a Giorgio Moroder. Původně byla píseň použita v Moroderově předělávce filmu Fritze Langa Metropolis (1927) v roce 1984, jako součást nového soundtracku k filmu. V roce 1985 byl tento film nominován na 5. ročník Golden Raspberry Awards za nejhorší hudební představení a samotná píseň byla nominována v kategorii nejhorší původní píseň. Singl se přesto dostal na 10. místo UK Singles Chart. Poprvé byla tato píseň hrána živě skupinou Queen + Adam Lambert v roce 2014. Tentýž rok Queen vydali svou verzi písně na albu Queen Forever.

## Obsazení nástrojů
- Freddie Mercury – hlavní zpěv, syntezátory
- Reinhold Mack – syntezátory, programování
- Giorgio Moroder – syntezátory, programování

## Verze Queen
V roce 2014 Brian May a Roger Taylor přepracovali tuto píseň do své verze rockové balady pro kompilační album Queen Forever. Původně bylo zvažováno, že tato píseň bude zařazena do studiového alba Queen s názvem The Works z roku 1984. To se však nestalo a až do roku 2014 nebyla verze Queen nikdy předtím zveřejněna.

### Obsazení nástrojů
- Freddie Mercury – hlavní zpěv
- Brian May – kytara, klávesy
- Roger Taylor – bicí
- John Deacon – doprovodná a basová kytara

## Umístění v žebříčcích
| Žebříček (1984–2006)                  | Nejvyšší pozice |
| ------------------------------------- | --------------- |
| Austrálie (Kent Music Report)         | 56              |
| Rakousko (Ö3 Austria Top 40)          | 9               |
| Belgie (Ultratop 50 Flanders)         | 17              |
| Německo (Official German Charts)      | 25              |
| Irsko (IRMA)                          | 4               |
| Nizozemsko (Dutch Top 40)             | 32              |
| Nizozemsko (Single Top 100)           | 24              |
| Polsko (Airplay Chart)                | 4               |
| Španělsko (PROMUSICAE)                | 4               |
| Švýcarsko (Schweizer Hitparade)       | 27              |
| Spojené království (UK Singles Chart) | 10              |
| USA (Billboard Hot 100)               | 69              |
| USA (US Dance Club Songs)             | 44              |